# Agripa de Castro Faria
Agripa de Castro Faria (Campos dos Goytacazes, 12 de abril de 1901 — junho de 1965) foi um médico e político brasileiro.
Filho de Antônio Joaquim de Castro Faria (Diretor do Liceu de Humanidades de Campos dos Goytacazes, na cidade de mesmo nome) e de Francisca Barbosa de Castro Faria.
Diplomado em medicina pela Faculdade de Medicina do Rio de Janeiro.
Foi deputado à Assembleia Legislativa de Santa Catarina na 1ª legislatura (1935 — 1937).
Foi deputado à Câmara dos Deputados por Santa Catarina na 39ª legislatura (1951 — 1955).
Foi suplente convocado a senador por Santa Catarina (1954 — 1955).